# Wilhelm Amberg

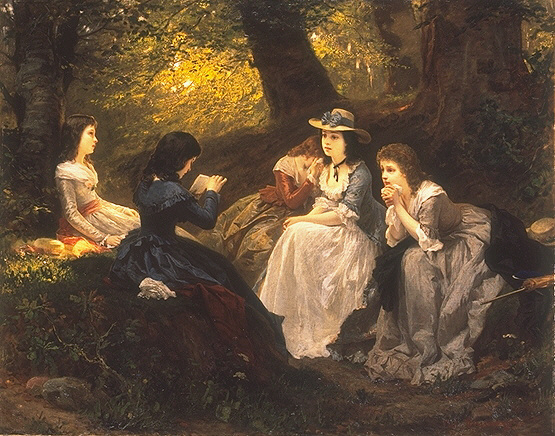
Wilhelm Amberg, Vorlesung aus Goethes "Werther", 1870.

August Wilhelm Amberg, född den 25 februari 1822 i Berlin, död där den 8 september 1899, var en tysk genremålare.
Amberg fick sin utbildning hos Carl Joseph Begas i Berlin och Léon Cogniet i Paris (1845), varefter han ett par år vistades i Rom. Hans genrestycken utmärks av humor och poetiskt välbefinnande.

## Verk (i urval)
- Trost in Tönen
- Der Witwe Trost
- Die Liebespost
- Die rauchende Zofe
- Naschkätzchen
- Vorlesung aus Goethes "Werther"